# Borée
Borée ist eine französische Gemeinde mit 142 Einwohnern (Stand 1. Januar 2022) im Département Ardèche in der Region Auvergne-Rhône-Alpes. Die Bewohner werden Boréens und Boréennes genannt.

## Geografie

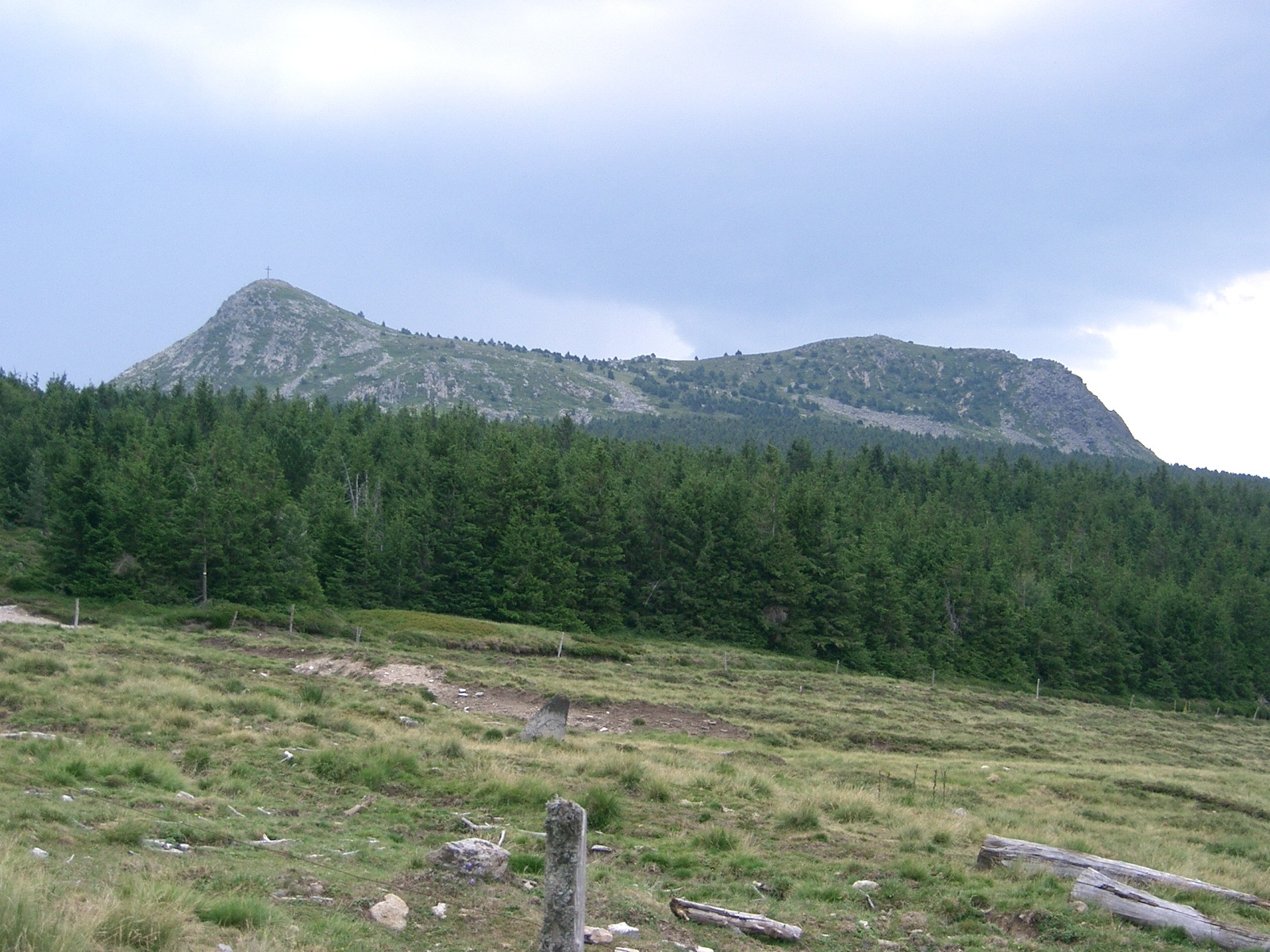
Mont Mézenc

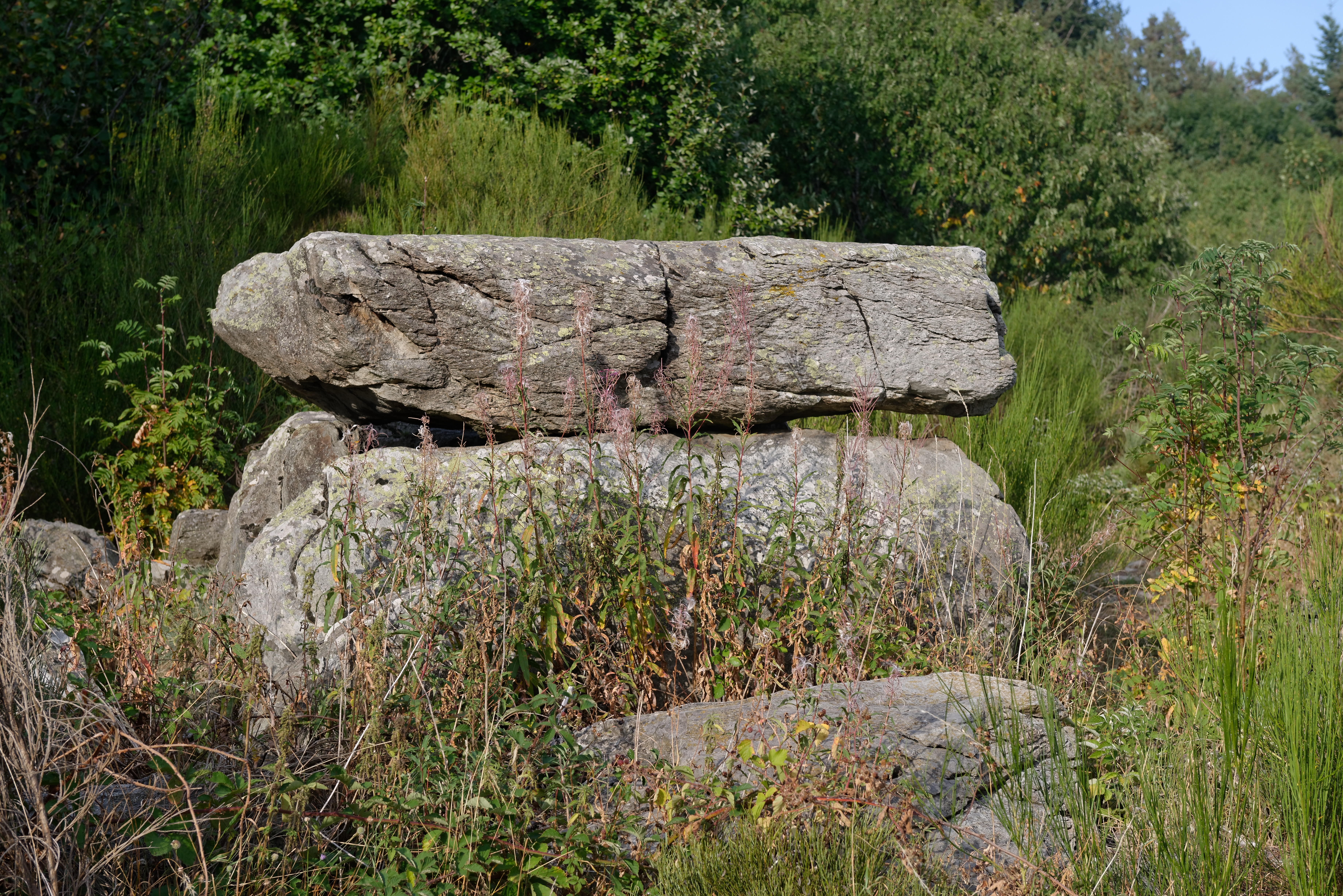
Dolmen des Baumes in Borée

Die Gemeinde Borée liegt inmitten der Cevennen im Zentralmassiv und ist Teil des Regionalen Naturparks Monts d’Ardèche. Der Ort erstreckt sich am Hang des Mont Mézenc, der mit 1747 m den höchsten Punkt des Départements und gleichzeitig die Grenze zu Haute-Loire bildet. Von der im äußersten Westen der Ardèche gelegenen Gemeinde sind es 32 km bis zur nächsten Stadt Le Puy-en-Velay, gelegen am Fluss Loire. Die Flüsse Eysse und Saliouse entspringen im Gemeindegebiet.

## Geschichte
Der Fund von Dolmen in der Nähe des Weilers Échamps zeigt, dass die Gegend schon in der Antike besiedelt war.
Der Name der Gemeinde leitet sich vom gallischen Wort Boreta ab, das verwandt ist mit dem altprovencalischen Begriff Borsa, was Schlammgräben bedeutet und der Endung -eta, die eine bewaldete Stelle beschreibt.
Der Name Boreta erscheint erstmals in einem Kopialbuch von Saint-Chaffre im 11. Jahrhundert, 1179 heißt der Ort Boreia, 1275 Borer, 1464 Borya und im 18. Jahrhundert Borée-et-Contagnet. 1790 wurde dieser Weiler, der von der Familie Montfaucon besetzt war endgültig eingegliedert, zuvor stand er unter der Verwaltung von Villeneuve-de-Berg. Borée selbst wurde lange Zeit von der Familie La Tour-Saint-Vidal regiert, anschließend stand der Ort unter der Lehnsherrschaft der Familie Truche, ehe er im 18. Jahrhundert an die Vogüé abgegeben wurde. Die damaligen Mitverwalter Blanc de Molines lebten im nahegelegenen Schloss. 1856 wurde das Dorf unter dem Namen der Familie La Rochette zu einer eigenständigen Kommune.

### Bevölkerungsentwicklung
| Jahr                       | 1962 | 1968 | 1975 | 1982 | 1990 | 1999 | 2007 | 2016 |
| Einwohner                  | 476  | 408  | 301  | 225  | 193  | 135  | 164  | 157  |
| Quellen: Cassini und INSEE |      |      |      |      |      |      |      |      |

## Kultur und Sehenswürdigkeiten
Borée ist ein altes Dorf, dessen Häuser mit seltenem Kalkstein gedeckt sind. Die örtliche Kirche wurde im 15. Jahrhundert überarbeitet und im 19. Jahrhundert mithilfe vulkanischen Gesteins restauriert. Heute beheimatet sie eine schwarze Jungfrauendarstellung des Künstlers Genestoux. Eine weitere Mariendarstellung aus dem 15. Jahrhundert findet sich nahe Échamps, genauso wie ein monumentales Wegkreuz aus lokalem Stein.
Eine besondere Sehenswürdigkeit stellt der Tchier de Borée dar, eine Anordnung von 70 Steinen aus der Region, am Ende des Dorfes in Richtung Chanéac, die nummeriert und arrangiert sind. Zusammen bilden sie einen Kalender mit einem Durchmesser von 79,2 Metern, umgeben von einer kleinen Mauer. Der älteste Stein im Osten der Darstellung wird Table d’Emeraude genannt. Er stellt die Quelle des Lebens dar, da die Sonne ebenfalls im Osten aufgeht. In ihn ist ein lateinischer Text des griechischen Philosophen Hermes Trismegistos eingraviert, der ums Jahr 1000 n. Chr. entdeckt wurde. Er beinhaltet eine Zusammenfassung der Kenntnisse über das Sonnenlicht in der Antike. Geschaffen wurde dieses Landschaftskunstwerk von Serge Boyer und Fabienne Versé.
Wanderer besichtigen vor allem den Mont Mézenc, der eine natürliche Grenze und wichtige Wasserscheide für die Flüsse zwischen Mittelmeer und Atlantik darstellt. An seinen Hängen startet auch ein Rundweg zum benachbarten Croix de Boutières. Von seinem Gipfel aus hat man einen schönen Ausblick über die Cevennen und die Umgebung des Zentralmassivs. Ein weiterer bekannter Berg ist der Suc de Sarra mit einer Höhe von 1520 m. Borée beheimatet außerdem die älteste Gebirgsbuche Frankreichs, die schon über 400 Jahre dort steht.
Eine lokale Spezialität ist die Crème de Violine, eine Konfitüre mit Maronengeschmack auf der Basis von Vitelotten, lilafarbenen Kartoffeln, die 1540 von einem Franziskaner nach Frankreich gebracht wurden. Aus dieser Creme werden Triffous, kleine glutenfreie Kuchen, gefertigt.